# Ernst Brunner (Musiker)
Ernst Brunner (* 30. November 1929; † 1. Mai 2015) war ein Schweizer Klarinetten- und Saxophonspieler aus Küsnacht im Kanton Zürich.

## Leben
Der Vater von Maja und Carlo Brunner war von Beruf Maschinenmechaniker und leitete die Ländlerkapelle «Seebuebe», benannt nach dem Zürichsee. Sie spielten im konzertanten Innerschweizerstil in der Besetzung Klarinette oder Saxophon/Akkordeon/Klavier/Bassgeige. Nebenbei erteilte er Musikunterricht, unter seinen Schülern war auch sein Sohn Carlo. Dieser spielte als zweiter Klarinettist in der Kapelle Seebuebe und gründete kurz darauf die Ländlerkapelle Carlo Brunner. 
Ernst Brunner war Mitglied der Harmonie Küsnacht und leitete die Knabenmusik.